# Idiocnemis inaequidens
Idiocnemis inaequidens – gatunek ważki z rodziny pióronogowatych (Platycnemididae).